# مجتمع نوراجیکوی پالماورا
مجتمع نوراجیکوی پالماورا (انگلیسی: Nuraghe Palmavera) یک محل باستانی است که در شهر آلگرو در استان ساردینیا قرار دارد. این محل در ردیف یک مجتمع از نوراگه طبقه‌بندی شده‌است، که متشکل از برج‌های مختلف بین همدیگر متصل شده‌اند.

## فاز اول
برج اصلی به دوران ۱۴۰۰ تا ۱۵۰۰ قبل از میلاد مسیح برمیگردد که در برگیرنده یک اتاق مرکزی؛ پوشیده شده توسط گنبدی که از سنگهای آهکی ساخته شدند. برج از نوع باستانی بدون راهروهای جانبی و روی دیوارهای اصلی اتاق حالت طاقچه مانند دیده می‌شود احتمالاً بعضی کلبه‌ها در قسمت بیرونی آن وجود داشتند.

## فاز دوم
در فاز دوم که به نیمه قرن ۹ میلادی برمیگردد برج دومی به آن اضافه می‌شود که دربرگیرنده برج قبلی با لایه‌های رسوبی از مواد مختلف معدنی می‌باشد. این دو برج توسط یک حیاط داخلی و یک راهروی که دارای طاقچه هستند به هم متصل می‌شوند. همچنین ساخته شده از کلبه‌های محل تجمعی دارای صندلی سنگی در طول محیط که توسط حوضهایی با صفحات سنگی از همدیگر جدا می‌شوند که کارایی آنها مشخص نیست و از یک صندلی سنگی گرد در رأس آن ساخته شده‌است همچنین در کنار آن یک طاقچه در دیوار هم مشاهده می‌شود.
در مرکز این کلبه روی محراب دایره‌ای یک مدل کوچک از برج نوراجیکا که از ماسه سنگی است دیده می‌شود. در این عصر همچنین کلبه‌های دیگری با ابعاد بزرگتر در روستا ساخته شده‌است.

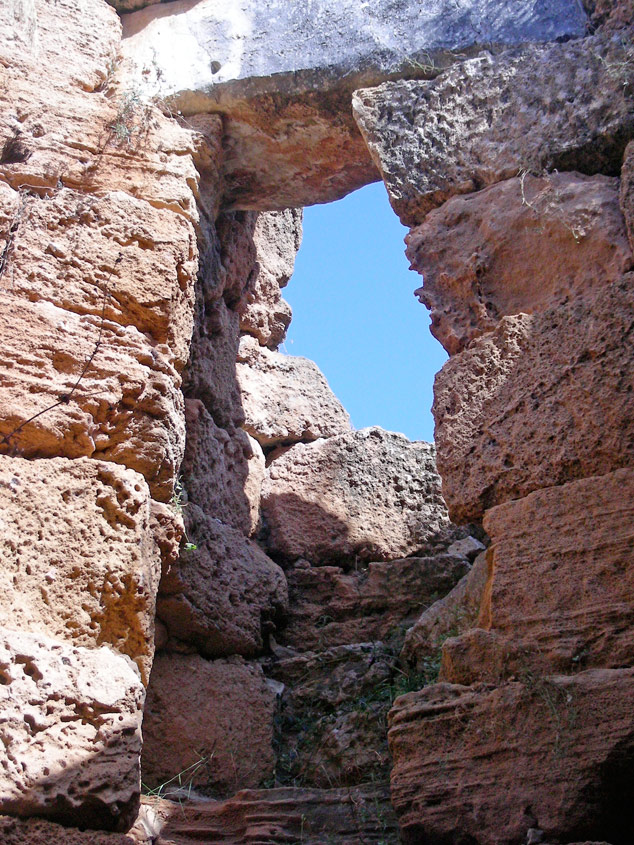
درب با پله تا طبقه بالا از حیاط داخلی
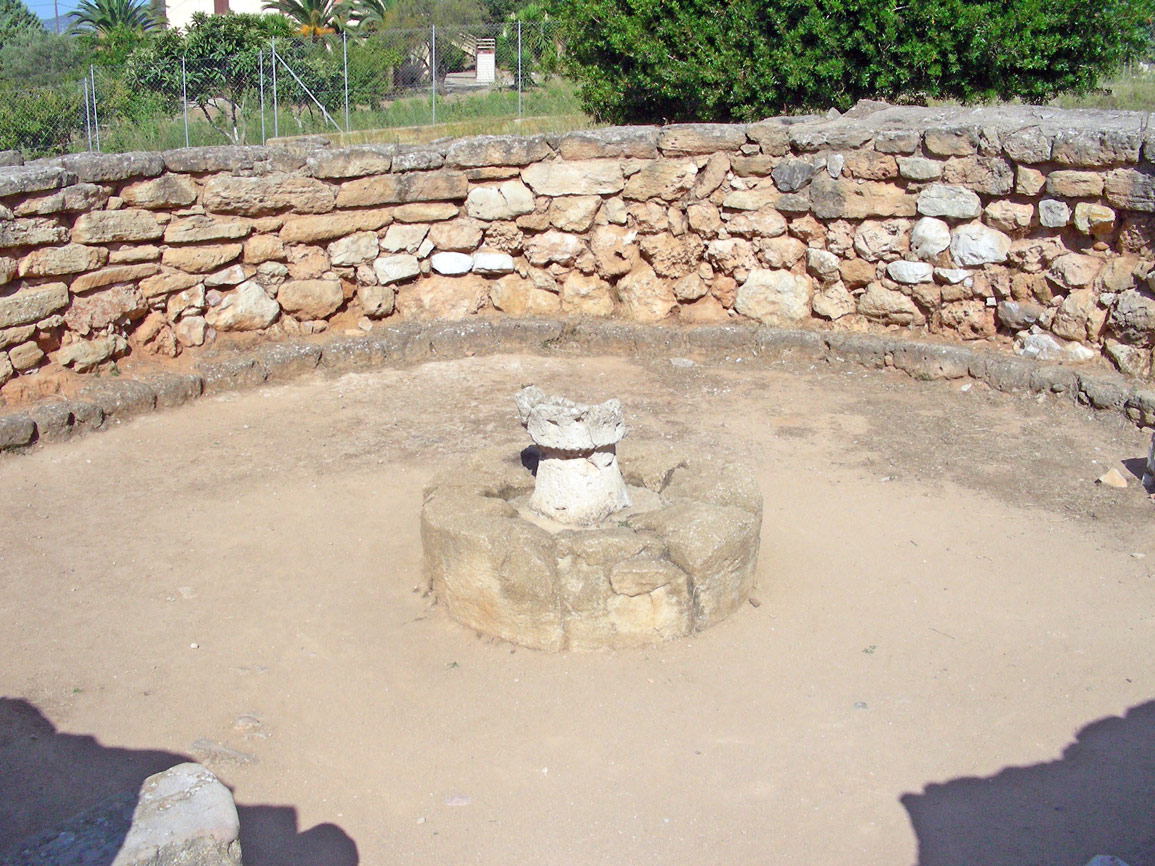
مکان داخلی جلسه کلبه
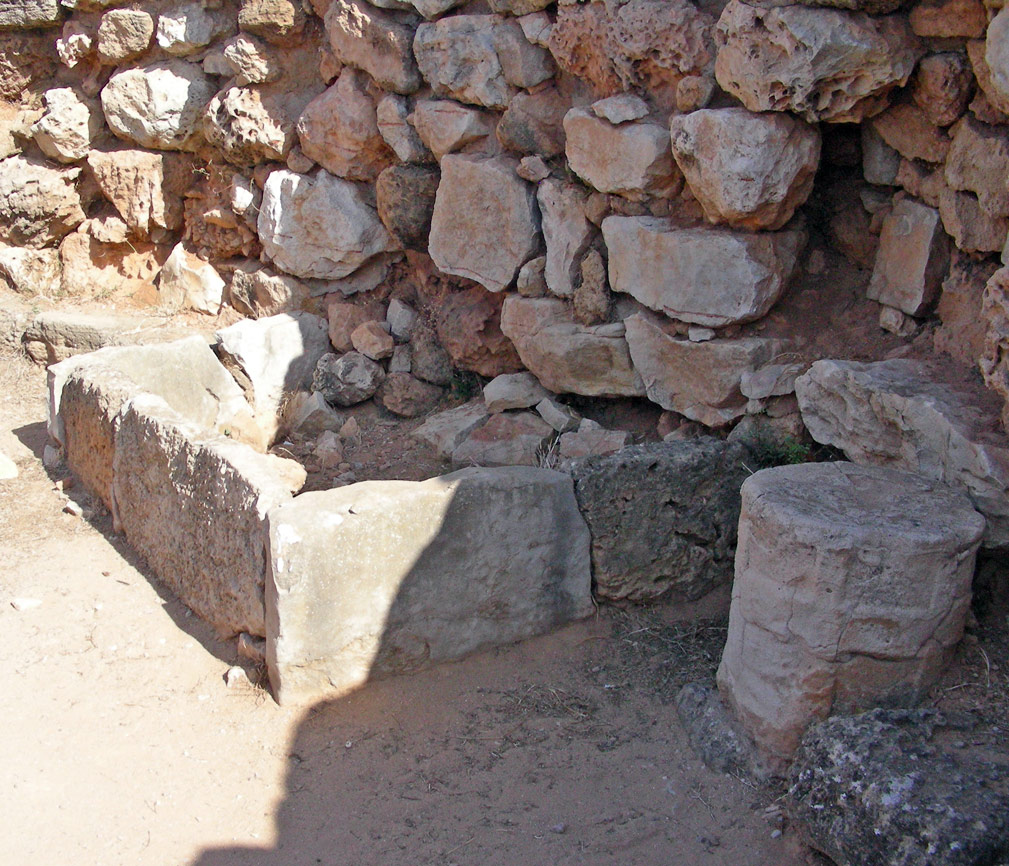
صندلی سر، طاقچه در دیوار و وان با سنگ های اسلب
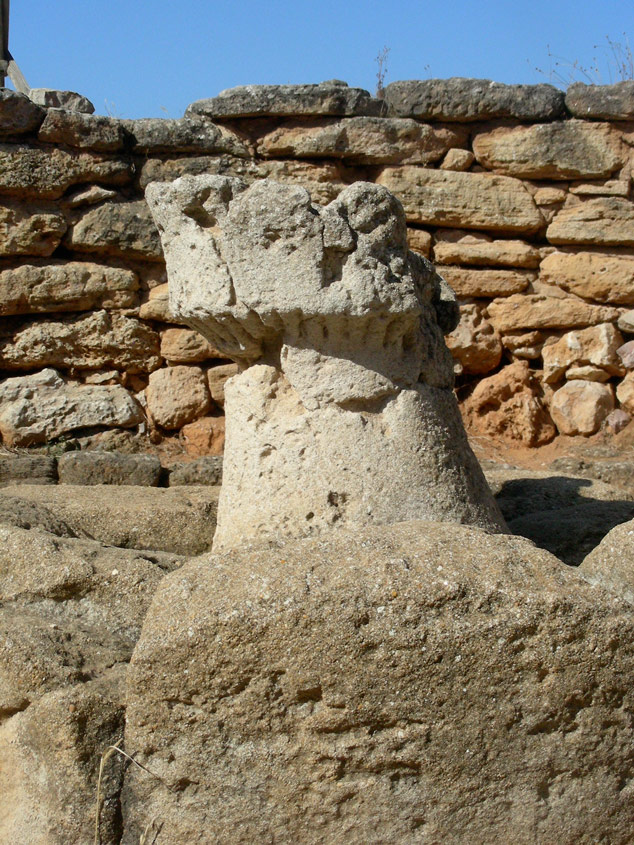
محراب مرکزی با مدل برج خنک کننده (کپی)

## فاز سوم
در فاز سوم بین قرنهای ۹ و ۸ قبل از میلاد مسیح نوراگه (بناهای باستانی در جزیره ساردینیا) توسط سنگهای آهکی مجدداً پوشیده می‌شود. اطراف نوراگه یک دیوار خارجی با ۴ برج کلبه‌ای که تشکیل دهنده ۲ حیاط خارجی می‌باشند. این حیاط توسط یک دیوار بدون محل ارتباطی تقسیم می‌شود. در یکی از این حیاط‌ها یک کلبه تجمع وجود داشت، در حیاط دیگر یک سیلو با ورودی بلوک سنگی شناسایی شده‌است.

## تخریب و کاوشهای باستانی
این روستا طی یک آتش‌سوزی احتمالاً در پایان قرن ۸ قبل از میلاد مسیح از بین رفت و متعاقباً در عصر رومانا و پونیکا بعضاً ترددهایی در آنجا انجام شده‌است که سرامیکهای یافت شده در محل این را گواهی می‌دهند.
اولین حفاریها توسط آنتونیو تاراملی باستانشناس ایتالیایی با کمک فیلیپو نیساردی در سال ۱۹۰۵ انجام شد. این روستا توسط باستانشناس دیگری به اسم گولی یلمو مائتزکه همزمان در طول کارهای ترمیمی روی آن؛ بین سالهای ۱۹۶۱ تا ۱۹۶۳ به نمایش گذاشته شد. حفاریهای دیگری در سالهای ۱۹۷۶؛ ۱۹۷۷؛ ۱۹۷۹؛ ۱۹۸۶ و ۱۹۹۱ در مجموعه نوراجیکو توسط آلبرتو مورا وتی انجام شده‌است.
تپه‌های اطراف این سایت توسط نوراگه‌های تک برجی حفاظت می‌شده که بعضی از آنها در وضعیت خوبی باقیمانده‌اند.
بسیاری از اشیاء یافت شده طی کاوشهای انجام شده در دهه ۱۹۶۰ (میلادی) در موزه‌های شهر کالیاری و ساساری در جزیره ساردنیا به معرض نمایش گذاشته شده‌اند.